# الغزو الفنلندي لكاريليا الشرقية (1941)
الغزو الفنلندي لكاريليا الشرقية حملة عسكرية في 1941. وكان جزءًا من حرب الاستمرار. احتل الجنود الفنلنديون كاريليا الشرقية واحتفظوا بها حتى 1944. ولأكثر من شهر بعد اندلاع حرب الاستمرار، تقوّى الجيش الكاريلي واستعد لمتابعة هجومه السابق في أثناء انتظاره استعادة البرزخ الكاريلي. جهز السوفييت تحصينات وجلبوا جنودًا إلى الجبهة. عندما حُلت التطويقات على الشاطئ الغربي لبحيرة لادوغا، نُقلت الفرقة السابعة الفنلندية إلى تقاطع الفيلقين السادس والسابع.

## التحضيرات والخطط
بدأت الفرقة الرابعة عشرة، بقيادة العقيد إركي رابانا العامل تحت القيادة العامة الفنلندية بشكل مباشر، تقدمها في 4 يوليو. كانت الوحدة الفنلندية الواقعة في أقصى الشمال جنوبي خط الترسيم بين القوات الفنلندية والألمانية. واجهتها عناصر من فرقة البنادق الرابعة والخمسين السوفيتية. طوقت وهاجمت فوج البنادق 337 السوفيتي المدافع في أوميليا وتابعت التقدم نحو هدفها المتمثل بروكايارفي ونهر أونتاجوكي. أوقف مانرهايم التقدم في 17 سبتمبر بعد أن حققت الفرقة الرابعة عشرة أهدافها.
كان الهجوم السابق الذي شنه الفيلق السادس الفنلندي من الجيش الكاريلي في لادوغا كاريليا ناجحًا، إلا أن الأمر لم ينطبق على جميع المحاولات الفنلندية. تعثر تقدم مجموعة أوينونن فورًا تقريبًا وكان الفيلق السابع مشغولًا بالكامل بتطهير القوات السوفيتية المطوقة من منطقة سورتافالا. على الرغم من أن القيادة الفنلندية أوقفت الهجوم، لم يمنع ذلك القادة المحليين من التحضير لمزيد من الهجمات. وعنى ذلك إصلاح الطرق وخطوط السكك الحديدية المؤدية إلى الخطوط الأمامية. وحصل الجناح الأيسر للجيش الكاريلي على الإذن بالاستيلاء على مواقع انطلاق تكتيكية.
أُمرت مجموعة أوينونن والفرقة الحادية عشرة من الفيلق السابع الفنلندي بالاستيلاء على منطقة سوفيلاتي-سوريافي. شُن الهجوم في 19 أغسطس وأجبر فرقة البنادق الحادية والسبعين السوفيتية التي كانت تسيطر على المنطقة على الانسحاب في 21 أغسطس. ضغط الفنلنديون واستولوا على قرية وتقاطع طرق تسالكي في 23 أغسطس. سمح الضغط المتزايد للفنلنديين بالتقدم والوصول إلى الحافة الشرقية لبحيرة سياموزيرو في 1 سبتمبر. 
انطوت الخطة الفنلندية للهجوم الذي كان مقررًا بدؤه في 4 سبتمبر على أن يتقدم الفيلق السادس من موقعه الحالي بالقرب من بحيرة لادوغا إلى الجنوب الشرقي ويصل إلى نهر سفير، في حين يستولي الفيلق السابع أولًا على تقاطعات الطرق الهامة في براسا ثم يتابع إلى بيتروزوفودسك. كان يعتقد أن هذا الهجوم أصعب بكثير من الهجمات الفنلندية السابقة بسبب التضاريس غير المألوفة نسبيًا وجبهة التقدم الواسعة وتوقع إرسال تعزيزات سوفيتية لحماية سكة حديد مورمانسك.

## نظام المعركة
تألفت القوات الفنلندية من وحدات من الجيش الكاريلي بقيادة الفريق إريك هاينريكس. كان الفيلق السادس في أقصى الجنوب وبقيادة اللواء بآفو تالفيلا الذي كان يقود فرقتين (الفرقتان الخامسة والسابعة عشرة) في مواقع الخطوط الأمامية والمجموعة إل أو المجموعة لاغوس (المؤلفة من لواء ياغر الأول وبعض عناصر الفرقة الخامسة) بقيادة العقيد روبن لاغوس قوة احتياطية متنقلة. كان لدى الفنلنديين في المنتصف الفيلق السابع بقيادة اللواء ولديمار هاجلوند الذي قاد في البداية فرقتين (الفرقتين الأولى والحادية عشرة) لكنه سرعان ما عُزز بالفرقة السابعة. كان لدى الفنلنديين في الشمال مجموعة أوينونن التابعة للّواء فولدمار أوينونين بالإضافة إلى فرقة المشاة 163 الألمانية بقيادة الفريق إروين إنجيلبريتشت. وفي أقصى الشمال توضعت المجموعة كيه أو المجموعة كوساري التي تماثل اللواء قوةً بقيادة المقدم إيرو كوساري.

### معلومات المراجع
- Inozemtzev, Ivan (1975). Крылатые защитники Севера [Winged defenders of the North] (بالروسية). Moscow: Voenizdat. Archived from the original on 2022-12-20. Retrieved 2016-10-12.
- Kiselev, Aleksey (1988). Мурманск – город-герой [Murmansk – hero city] (بالروسية). Moscow: Voenizdat. Archived from the original on 2022-12-22. Retrieved 2016-10-12.
- Lunde، Henrik O. (2011). Finland's War of Choice: The Troubled German-Finnish Alliance in World War II. Newbury: Casemate Publishers. ISBN:978-1-61200-037-4.
- Mann، Chris M.؛ Jörgensen، Christer (2002). Hitler's Arctic War. Hersham, UK: Ian Allan Publishing. ISBN:0-7110-2899-0.
- Nenye، Vesa؛ Munter، Peter؛ Wirtanen، Tony؛ Birks، Chris (2016). Finland at War: The Continuation and Lapland Wars 1941–45. Osprey Publishing. ISBN:978-1-4728-1526-2.
- Shirokorad, Alexander (2001). Северные войны России [Northern wars of Russia] (بالروسية). Moscow: AST. ISBN:0-7110-2899-0. Archived from the original on 2022-12-14. Retrieved 2016-10-12.
- Ueberschär، Gerd R. (1998). "Strategy and Policy in Northern Europe". في Boog، Horst؛ Förster، Jürgen؛ Hoffmann، Joachim؛ Klink، Ernst؛ Müller، Rolf-Dieter؛ Ueberschär، Gerd R. (المحررون). The Attack on the Soviet Union. ترجمة: McMurry، Dean S.؛ Osers، Ewald؛ Willmot، Louise. Militärgeschichtliches Forschungsamt (مكتب أبحاث التاريخ العسكري (ألمانيا) ). Oxford: Clarendon Press. ج. IV. ص. 941–1020. ISBN:0-19-822886-4. {{استشهاد بكتاب}}: |عمل= تُجوهل (مساعدة)
- Ziemke، Earl F. (1959). The German Northern Theater of Operations 1940–1945 (PDF). United States Government Printing. ISBN:0-16-001996-6. مؤرشف من الأصل (PDF) في 2020-10-21. اطلع عليه بتاريخ 2016-10-12.